# .cm
.cm è il dominio di primo livello nazionale assegnato al Camerun.
È amministrato da Cameroon Telecommunications (CAMTEL).
A causa della somiglianza con il dominio .com, McAfee ha evidenziato la possibilità di typosquatting per diffondere adware e spyware.